# Metastenus indicus
Metastenus indicus är en stekelart som beskrevs av Sureshan och T.C. Narendran 2002. Metastenus indicus ingår i släktet Metastenus och familjen puppglanssteklar. Inga underarter finns listade i Catalogue of Life.